# Catedral de Santa María (Nukualofa)
La Catedral de Santa María o simplemente Catedral de Nukualofa y también llamada alternativamente Catedral de la Inmaculada Concepción y localmente conocida como Malia Tupu Imakulata (en inglés: St. Mary’s Cathedral en tongano: Malia Tupu Imakulata) es el nombre que recibe un edificio religioso que se encuentra en Vuna Road en la localidad de Nukualofa, capital del Reino de Tonga un pequeño estado independiente en Oceanía. No debe ser confundida con la Basílica de San Antonio de Padua también ubicada en la misma ciudad.
El templo se rige por el rito romano o latino y funciona como la sede de la diócesis de Tonga (Dioecesis Tongana) que fue creada en 1966 mediante la bula "Prophetarum voces" del papa Pablo VI. Esta bajo la responsabilidad pastoral del obispo Soane Patita Paini Mafi que se convirtió en el miembro más joven del colegio cardenalicio de la Iglesia Católica desde 2015 cuando fue designado Cardenal por el papa Francisco.